# Chamaespartium tridentatum
Chamaespartium tridentatum là một loài thực vật có hoa trong họ Đậu. Loài này được (L.) P. Gibbs mô tả khoa học đầu tiên năm 1968.